# کنی ایگان
کنی ایگان (انگلیسی: Kenny Egan؛ زادهٔ ۷ ژانویهٔ ۱۹۸۲) بوکسور اهل جمهوری ایرلند است.